# Antonieta de Orleans-Longueville

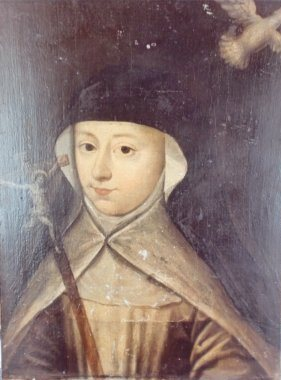
Retrato de Antonieta como monja benedictina.

Antonieta de Orleans-Longueville (Trie-sur-Baïse, 1572-Poitiers, 24 de abril de 1618), también conocida por su nombre religioso Antonieta de Santa Escolástica, fue una religiosa francesa, fundadora de las Benedictinas de Nuestra Señora del Calvario.

## Biografía
Antonieta de Orleans-Longueville nació en el seno de una familia perteneciente a la nobleza francesa. Su padre era Leonardo de Orleans-Longueville, duque de Longueville y gobernador de Picardía y Lombardía. Su madre fue María de Borbón Saint-Pol, miembro de la familia real de Enrique IV de Francia. Antonieta entró a trabajar en la corte como dama de compañía de la reina Catalina de Médici, y el 6 de septiembre de 1587 se casó con Carlos de Gondi, marqués de Belle-Île-en-Mer, con quien tuvo un hijo, Enrique, duque de Retz.
A la muerte del marido (1596), Antonieta decidió ingresar en el monasterio de Notre-Dame-des-Feuillants, en Toulouse, de la Congregación Benedictina de Feuillants. El 4 de junio de 1605, el papa Paulo V la trasladó a la abadía de Fontevrault, de la orden homónima, con el fin de ejercer como abadesa a la muerte de Eleonora de Borbón. Cuando sucedió a esta en su cargo en 1611, Antonieta pidió al papa que le dispensase del mismo con el fin de retirarse al monasterio de Lencloître.
Bajo la dirección espiritual del fraile capuchino José de París, Antonieta, junto a otras 24 monjas de Lencloître, dejaron el monasterio para fundar uno en Poitiers en 1617. Al año siguiente, la fundadora murió con apenas 46 años de edad. El monasterio por ella fundado, con la aprobación del papa Gregorio XV, en 1621, se convirtió en una congregación benedictina independiente con el nombre de Benedictinas de Nuestra Señora del Calvario.